# Leptocheirus bispinosus
Leptocheirus bispinosus är en kräftdjursart som beskrevs av Norman 1908. Leptocheirus bispinosus ingår i släktet Leptocheirus och familjen Aoridae. Inga underarter finns listade i Catalogue of Life.